# Garth Hudson
Garth Hudson, właśc. Eric Garth Hudson (ur. 2 sierpnia 1937 w Windsorze, zm. 21 stycznia 2025 w Woodstock) – kanadyjski muzyk rockowy, pianista i saksofonista. Często grał również na akordeonie, zwłaszcza w czasie działalności z grupą The Band.
Otrzymał bardzo solidne wykształcenie muzyczne o profilu klasycznym. Zainteresowany był jednak graniem muzyki rockowej. Gdy związał się z The Band by nie sprawić przykrości rodzicom, którzy marzyli o jego karierze pianisty, okłamywał ich mówiąc, że pozostałym członkom zespołu udziela lekcji muzyki. Pośród członków The Band był zdecydowanie najlepszym instrumentalistą i wniósł wiele precyzji do muzyki grupy. Także jego znajomość teorii muzyki z zasad komponowania pomogła grupie w tworzeniu kompozycji. Po rozwiązaniu grupy Hudson wziął udział w szeregu przedsięwzięć muzycznych, między innymi przy projekcie Largo, opartego na motywach twórczości Antonína Dvořáka.

## Dyskografia
- The Sea to the North (2001)